# Florian Kuntner
Florian Kuntner (* 22. März 1933 in Kirchberg am Wechsel (Niederösterreich); † 30. März 1994 in Wien) war römisch-katholischer Weihbischof in der Erzdiözese Wien.

## Leben
Nach dem Besuch der Volksschule in Kirchberg am Wechsel trat er 1945 in das Knabenseminar Hollabrunn ein und besuchte das Bundesgymnasium Hollabrunn, wo er 1952 die Matura ablegte.
Danach trat er ins Wiener Priesterseminar und studierte katholische Theologie an der Universität Wien.
Am 29. Juni 1957 empfing er in Wien die Priesterweihe. Danach war er Kaplan in Gerasdorf bei Wien, ab 1. März 1958 in der Pfarre Atzgersdorf und ab 15. November 1958 in Puchberg am Schneeberg. Ab 1. September 1960 war er Studienpräfekt im Knabenseminar Hollabrunn, ab 1962 Pfarrer von Piesting, von 1969 bis 1987 Bischofsvikar für das Vikariat Unter dem Wienerwald. Am 1. Mai 1971 wurde er Propstpfarrer der Propst- und Hauptpfarre in Wiener Neustadt.
Er wurde am 30. September 1977 zum Titularbischof von Hirina und Weihbischof der Erzdiözese Wien ernannt. Die Bischofsweihe empfing er am 20. November 1977 gemeinsam mit Helmut Krätzl durch Kardinal Franz König im Stephansdom in Wien; Mitkonsekratoren waren Erzbischof-Koadjutor Franz Jachym aus Wien und Weihbischof Reinhard Lettmann aus Münster.
Seit 1985 war Kuntner Mitglied des Domkapitels von St. Stephan in Wien. 1987 wurde er zum Bischofsvikar für Mission und Entwicklungshilfe ernannt.
Er war Mitglied der katholischen Studentenverbindungen KÖHV Neostadia Wiener Neustadt (seit 1970) und KÖStV Veritas Baden (seit 1976) im ÖCV.
Florian Kuntner am 30. März 1994 starb an einer Tropenkrankheit, die er sich bei einer Afrikareise zugezogen hatte, und wurde in der Domherrengruft des Wiener Stephansdoms bestattet.

## Auszeichnungen
- Goldenes Komturkreuz des Ehrenzeichens für Verdienste um das Bundesland Niederösterreich (1992)

## Würdigungen

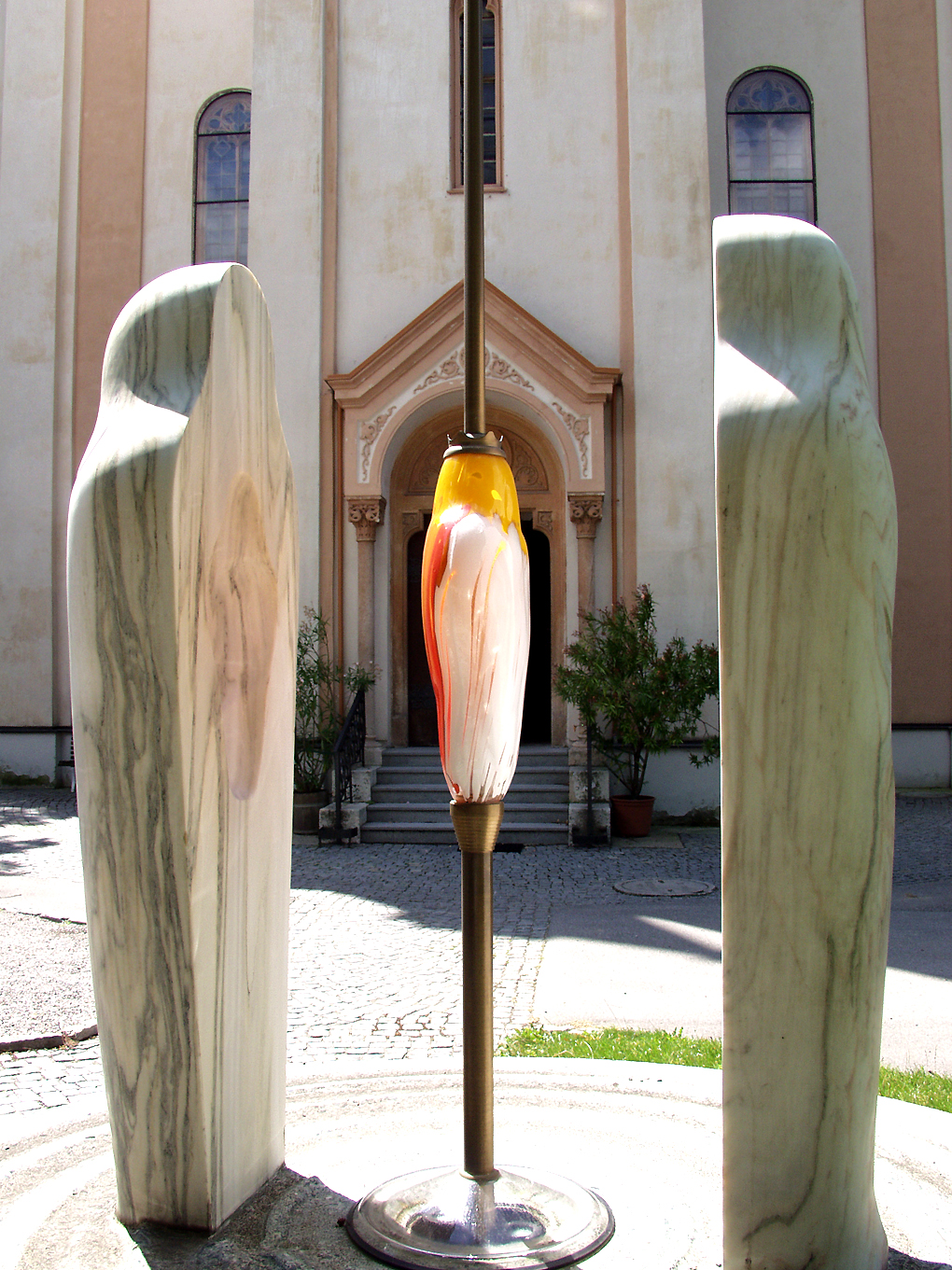
Denkmal vor der Markt Piestinger Pfarrkirche

Der Florian Kuntner-Gedenkstein für eine offene Kirche, der mitten im Zugang zur Piestinger Pfarrkirche steht, soll daran erinnern, dass Florian Kuntner ein Mensch war, mit dem man sich auseinandersetzten musste, der offen für die Ängste und Sorgen der Menschen war und den besonders die Anliegen und Nöte der ärmeren Länder bewegten.
Der Platz vor der Pfarrkirche St. Jakob in Kirchberg am Wechsel wurde im Jahr 2004 „Florian Kuntner Platz“ benannt.
Seit dem Jahr 2007 wird jährlich der Florian Kuntner-Preis für Pfarr- und Projektpartnerschaften in armen Ländern verliehen.

## Werke
- Briefe an Cursillistas. „Das Wort Gottes ist nicht gefesselt“ (Hrsg.: Josef G. Cascales) Hermagoras, Wien-Klagenfurt 1996, ISBN 3-85013-491-1.
- Erneuerung aus dem Geist Gottes. (Gemeinsam mit Josef Stimpfle u. Otto Wüst) Matthias-Grünewald, Mainz 1987, ISBN 3-7867-1281-6.
- Die Feier der Eucharistie. Eigenverlag Kuntner, Wr. Neustadt 1990.
- Geborgen in Gottes starker Hand. Ausgewählte Meditationen; Lesejahr B. Tau, Bad Sauerbrunn 1991, ISBN 3-900977-12-7.
- Kreuzweg der Welt. (Gemeinsam mit Inge Ute Brunner). Otto Müller Verlag, Salzburg 1990, ISBN 3-7013-0782-2.
- Leben aus dem Glauben. Radioansprachen von Weihbischof Florian Kuntner. Zentrum für Massenkommunikation, Wien 1979.
- Leben in Freiheit. Grundzüge einer christlichen Spiritualität. Otto Müller Verlag, Salzburg-Wien 1993, ISBN 3-7013-0869-1.
- Spuren eines Weges. Texte aus dem Nachlass. (Hrsg.: Lucia Nowak) Päpstl. Missionswerke in Österreich – Missio, Wien 1997, ISBN 3-222-12556-2.
- Der ständige Diakonat. (Red.: Florian Kuntner) Pastoralamt der Erzdiözese, Wien 1988.
- Voll ist mein Herz mit Leben. Bilder einer Reise nach Hirina. (Hrsg.: Maria Körner) St. Gabriel u. a., Mödling u. a. 2000, ISBN 3-8050-0503-2.
- Wir stehen erst am Anfang. Meditationen zum Lesejahr A. Referat d. Erzdiözese Wien für Mission u. Entwicklungshilfe 1995.